# Jan Chrzan
Jan Chrzan (ur. 25 maja 1905 w Piasecznie, zm. 21 kwietnia 1993 w Warszawie) – polski artysta malarz, wynalazca, organizator i działacz społeczny 

## Życiorys
Kształcił się najpierw w Szkole Rysunku i Malarstwa im. Konrada Krzyżanowskiego, a od 1930 r. w warszawskiej ASP w pracowniach prof. Mieczysława Kotarbińskiego i prof. Tadeusza Pruszkowskiego. Niemal cały jego przedwojenny dorobek artystyczny spłonął podczas wojny. Jan Chrzan był czynnym uczestnikiem powstania warszawskiego. Walczył na warszawskim Śródmieściu, kierował na polecenie Delegatury Rządu RP Działem Zabezpieczenia Dzieł Sztuki miasta stołecznego Warszawy, Rejon Śródmieście Północ. Wraz z profesorem Stanisławem Lorentzem i Janem Cybisem ratował dzieła sztuki z Muzeum Narodowego i Zamku Królewskiego. Był zawsze bardzo czynny społecznie. W 1957 r. zorganizował z ramienia ZPAP wzorcowy salon Plastyki Współczesnej „Art” na Krakowskim Przedmieściu w Warszawie i przez 18 lat pełnił funkcję artystycznego kierownika tego salonu. W latach sześćdziesiątych i siedemdziesiątych współorganizował Warszawskie Kiermasze Sztuki przy Barbakanie. Znany jest również z nowatorskiego pomysłu i opracowania plastycznej metody szkolenia rzemiosła. W 1980 r. za całokształt swojej działalności został odznaczony Krzyżem Kawalerskim Orderu Odrodzenia Polski.

## Twórczość
Brał udział w licznych wystawach zbiorowych w kraju i za granicą. Wiele jego prac znajduje się w instytucjach państwowych oraz domach prywatnych w Polsce i na świecie. Na szczególną uwagę zasługuje kolekcja ponad 200 obrazów o tematyce powstania warszawskiego, przedstawiona z perspektywy artysty i czynnego uczestnika zdarzeń. Większość z nich znajduje się obecnie w Muzeum Powstania Warszawskiego. Malował również pejzaże, ulubione miejsca w Warszawie i innych miastach, martwą naturę oraz akty. Oprócz ulubionej techniki olejnej stosował często temperę i gwasz. Jego malarstwo – realistyczne w swych podstawach, lecz ekspresyjne w formie przekazu – łączy w sobie tradycje polskiego koloryzmu z akcentami impresjonistycznymi. Z jednej strony znajdujemy w nim gruntowne studium natury, a z drugiej wiele niedopowiedzeń oraz śmiałą grę kolorystyką i fakturą nakładanej farby. W niektórych pracach odkrywamy też kompozycje i wątki dodawane z wyobraźni do wcześniej utrwalonych motywów plenerowych.